# Куликове (Мядельський район)
Куликове (біл. вёска Кулікова) — село в складі Мядельського району Мінської області, Білорусь. Село підпорядковане Кривицькій сільській раді, розташоване в північній частині області.